# Хнанишо II
Мар Хнанишо II (также Хенанишо II; сир. ܚܢܢܝܫܘܥ ܐ; с сир. «Милость Иисуса»; ум. 780, аль-Мадаин) — католикос-патриарх Церкви Востока с 773 года по 780 год. Точные годы патриаршества Мар Хнанишо неизвестны и данные исследователей разнятся. В научной литературе называются периоды от 773 до 779/780 года, от 773 года до 780 года, от 775 до 780 года.

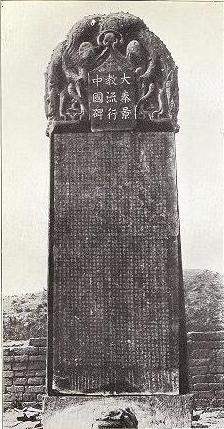
Несторианская стела близ Сианя в Китае. Установлена во времена католикоса-патриарха Мар Хнанишо II, была открыта 4 февраля 781 года

## Биография
После смерти католикоса Якоба II (772/3 год) следующим католикосом был назначен Исаак, епископ Кашкарский, которого поддерживал халиф Мухаммад ибн Мансур аль-Махди. Однако несколько епископов Церкви Востока предложили кандидатуру Хнанишо, который на тот момент являлся епископом Лашома. После смерти Исаака удалось добиться примирения между противоборствующими сторонами и утвердить кандидатуру Хнанишо. Согласно сохранившемуся отчёту, собор 775 года полностью сосредоточился на внутрицерковном конфликте, утвердив избрание Хнанишо и подтвердив статус епископа Кашкара как местоблюстителя. Важнейшим событием патриаршества Хнанишо, стало проведение поместного собора Церкви Востока в 775 году, последнего из соборов, упомянутых в Восточном синодике. Хнанишо II умер от отравления в 779 или 780 году.

### Миссия в Китае
Основным источником для изучения раннего присутствия Церкви Востока в Китае стал текст стелы («Каменная стела о распространении сияющей религии из Дацинь» (大秦景教流行中國碑 Дацинь цзинцзяо люсин Чжунго бэй)), воздвигнутой в 781 году в монастыре Церкви Востока в пригороде Чанъани (ныне Сиань) и обнаруженной католическими миссионерами в 1620-х годах. В соответствии с этим христианским памятником, в 638 году император Тай-цзун (627—649), ознакомившись с переведёнными с сирийского на китайский догматическими сочинениями богословов Церкви Востока, издал указ о разрешении христианства в империи Тан. Также текст на стеле говорит об основании монастырей восточно-сирийской традиции и дальнейшем распространении христианства в Китае. Упоминание Хнанишо II на стеле датировано февралем 781 года, то есть через несколько месяцев после его смерти.

## Сочинения
Восточно-сирийский писатель Абдишо бар Бриха († 1318) упоминает несколько стихотворных сочинений Хнанишо II, однако ни одно из них не сохранилось.